# Ocotea patula
Ocotea patula är en lagerväxtart som beskrevs av H. van der Werff. Ocotea patula ingår i släktet Ocotea och familjen lagerväxter. Inga underarter finns listade i Catalogue of Life.